# SoftBank 103P
SoftBank 103P（ソフトバンク いちまるさんピー）はパナソニック モバイルコミュニケーションズが開発しソフトバンクモバイルが販売するW-CDMA通信方式の携帯電話端末。別名 COLOR LIFE 3（カラーライフスリー）であり、2012年夏モデルのフィーチャーフォンである。
SoftBank 002P (COLOR LIFE 2) の後継機種にあたる。

## 概要
- カメラはCOLOR LIFE史上最高の510万画素カメラ（インテリジェントオート対応）を搭載し、モバイルPEAKSプロセッサーとモバイルWスピードの採用でワンセグの画質が向上した。
- OSはSoftBank 002Pまでのパナソニックのソフトバンク向け廉価機種に搭載されていたAPOXIではなく、Linuxが搭載されている。そのため、ハードウェアはNTTドコモのP-07Bを、ソフトウェアは842Pを踏襲している。ただし、P-07Bに搭載されていた手ブレ補正機能は省略されており、P-07Bには無かったBluetoothが搭載されている。また、P-07Bでは非対応だったGSMに対応している。
- SoftBank 002Pでは対応していなかったモバイルウィジェットやmicroSDHCカード、PCメールなどに対応。また、連続待受時間、ワンセグ連続視聴時間が大幅に伸びた。ワンセグECOモードも搭載している。
- 新たに緊急速報メールとプラチナバンドにも対応。
- 本体カラーは8色カラーに絞られた。今までのCOLOR LIFEシリーズには法人モデルがあったが、2015年6月現在、これ以降は設定されていない。

## 主な機能・サービス
| 主な機能・サービス | 主な機能・サービス              | 主な機能・サービス   | 主な機能・サービス |
| ------------------ | ------------------------------- | -------------------- | ------------------ |
| 防水               | プラチナバンド                  | モバイルウィジェット |                    |
| 緊急速報メール     | 楽デコ                          | S!速報ニュース       |                    |
| PCサイトブラウザ   | 電子コミック                    | S!アプリ             |                    |
| 着うたフル／着うた | デコレメール                    | S!電話帳バックアップ |                    |
| S!FeliCa           | ケータイWi-Fi                   | S!GPSナビ            |                    |
| ダブルナンバー     | TVコール※注                     | 世界対応ケータイ     |                    |
| ワンセグ           | 3G ハイスピード 下り最大7.2Mbps | PCメール             |                    |

※サブカメラを装備していない為、テレビ電話を利用したい人は注意が必要

## 不具合
2012年10月12日に以下の不具合を修正するソフトウェアの更新がなされた。
- メール作成時に電話帳データを引用すると稀に再起動が発生する。

なおこの更新では、法人向けサービス「ホワイトオフィス」が追加された。